# Heterothera problematica
Heterothera problematica är en fjärilsart som beskrevs av Felix Bryk 1948. Heterothera problematica ingår i släktet Heterothera och familjen mätare. Inga underarter finns listade i Catalogue of Life.